# Syczyn
Syczyn [pronunciación en polaco: /ˈsɨt͡ʂɨn/] es un pueblo ubicado en el distrito administrativo de Gmina Wierzbica, dentro del condado de Chełm, voivodato de Lublin, en Polonia oriental. Se encuentra aproximadamente a 6 kilómetros al noroeste de Wierzbica, a 22 kilómetros al noroeste de Chełm, y a 48 kilómetros al este de la capital regional Lublin.